# Редьковичі (Вілейський район)
Редьковичі (біл. вёска Рэдзькавічы) — село в складі Вілейського району Мінської області, Білорусь. Село підпорядковане В'язинській сільській раді, розташоване в північній частині області.